# Lorenzo Robledo
Lorenzo Robledo (Madrid, 3 luglio 1921 – Madrid, settembre 2006) è stato un attore spagnolo.

## Biografia
Robledo è apparso in circa 85 film dal 1956 al 1982. Ha recitato anche in una trentina di spaghetti western negli anni sessanta e settanta.
È noto soprattutto per le sue interpretazioni nei film di Sergio Leone, nella cosiddetta trilogia del dollaro e in C'era una volta il West.
Il suo ruolo più importante è probabilmente quello nel film Per qualche dollaro in più, dove il suo personaggio viene torturato e ucciso dall'Indio (Gian Maria Volonté).
È morto nel settembre del 2006 all'età di 85 anni.

## Filmografia parziale
- Ritorno alla vita, regia di José Antonio Nieves Conde (1956)
- Zorro il vendicatore, regia di Joaquín Luis Romero Marchent (1962)
- Marisol contro i gangster, regia di Luis Lucia (1962)
- Il terrore di notte, regia di Harald Reinl (1962)
- L'ombra di Zorro, regia di Joaquín Luis Romero Marchent (1962)
- I tre implacabili, regia di Joaquín Luis Romero Marchent (1963)
- Uccidete agente segreto 777 - stop, regia di Maurice Cloche (1964)
- Per un pugno di dollari, regia di Sergio Leone (1964)
- I sette del Texas, regia di Joaquín Luis Romero Marchent (1964)
- Attento gringo... ora si spara (La tumba del pistolero), regia di Amando de Ossorio (1964)
- I Gringos non perdonano, regia di Ernst Hofbauer e Alberto Cardone (1965)
- Sette ore di fuoco (Aventuras del Oeste), regia di Joaquín Luis Romero Marchent (1965)
- Se sparo... ti uccido, regia di Ramón Torrado (1965)
- 5.000 dollari sull'asso (Los pistoleros de Arizona), regia di Alfonso Balcázar (1965)
- Mani di pistolero (Ocaso de un pistolero), regia di Rafael Romero Marchent (1965)
- Agente 077 dall'Oriente con furore, regia di Sergio Grieco (1965)
- I quattro inesorabili, regia di Primo Zeglio (1965)
- L'ultimo dei Mohicani (Uncas, el fin de una raza), regia di Mateo Cano (1965)
- Per qualche dollaro in più, regia di Sergio Leone (1965)
- Le carte scoperte, regia di Jesús Franco (1965)
- Per il gusto di uccidere, regia di Tonino Valerii (1966)
- Per pochi dollari ancora, regia di Giorgio Ferroni (1966)
- Navajo Joe, regia di Sergio Corbucci (1966)
- La resa dei conti, regia di Sergio Sollima (1966)
- Il buono, il brutto, il cattivo, regia di Sergio Leone (1966)
- Cartas boca arriba, regia  di  Jesús Franco  (1966)
- Mark  Donen  agente  Zeta  7, regia  di  Giancarlo  Romitelli  (1966)
- Faccia a faccia, regia di Sergio Sollima (1967)
- Un treno per Durango, regia di Mario Caiano (1968)
- Un minuto per pregare, un istante per morire, regia di Franco Giraldi (1968)
- All'ultimo sangue, regia di Paolo Moffa (1968)
- Il mercenario, regia di Sergio Corbucci (1968)
- I bastardi, regia di Duccio Tessari (1968)
- C'era una volta il West, regia di Sergio Leone (1968)
- Ad uno ad uno... spietatamente (Uno a uno sin piedad), regia di Rafael Romero Marchent (1968)
- Cimitero senza croci, regia di Robert Hossein (1969)
- ...dai nemici mi guardo io!, regia di Mario Amendola (1969)
- I vigliacchi non pregano, regia di Mario Siciliano (1969)
- La legione dei dannati, regia di Umberto Lenzi (1969)
- Garringo, regia di Rafael Romero Marchent (1969)
- Il prezzo del potere, regia di Tonino Valerii (1969)
- Vamos a matar compañeros, regia di Sergio Corbucci (1970)
- Quando Satana impugnò la Colt, regia di Rafael Romero Marchent (1970)
- Arriva Sabata!, regia di Tulio Demicheli (1970)
- Uccidi Django... uccidi per primo!!!, regia di Sergio Garrone (1971)
- Su le mani, cadavere! Sei in arresto, regia di León Klimovsky (1971)
- Viva la muerte... tua!, regia di Duccio Tessari (1971)
- La banda J. & S. - Cronaca criminale del Far West, regia di Sergio Corbucci (1972)
- La preda e l'avvoltoio (Un dólar de recompensa), regia di Rafael Romero Marchent (1972)
- La  lettera scarlatta, regia  di Wim Wenders (1972)
- Il coltello di ghiaccio, regia di Umberto Lenzi (1972)
- Santo contra el doctor Muerte, regia di Rafael Romero Marchent (1973)
- Il bianco, il giallo, il nero, regia di Sergio Corbucci (1974)
- I quattro dell'apocalisse, regia di Lucio Fulci (1975)

## Doppiatori italiani
- Luciano De Ambrosis in Faccia a faccia, Per pochi dollari ancora,  Il prezzo del potere, Il coltello di ghiaccio
- Ferruccio Amendola in Per un pugno di dollari, La legione dei dannati
- Gualtiero De Angelis in Per qualche dollaro in più
- Renzo Montagnani in Mani di pistolero
- Glauco Onorato in Sette ore di fuoco
- Sergio Tedesco in Agente 007 dall'Oriente con furore
- Michele Gammino in La preda e l'avvoltoio
- Giampiero Albertini in Navajo Joe
- Gianfranco Bellini in Vamos a matar compañeros
- Sergio Fiorentini in Il bianco, il giallo, il nero
- Massimo Foschi in  I vigliacchi non pregano
- Renato Mori in Uccidi Django...uccidi per primo!!!